# 紫鵑

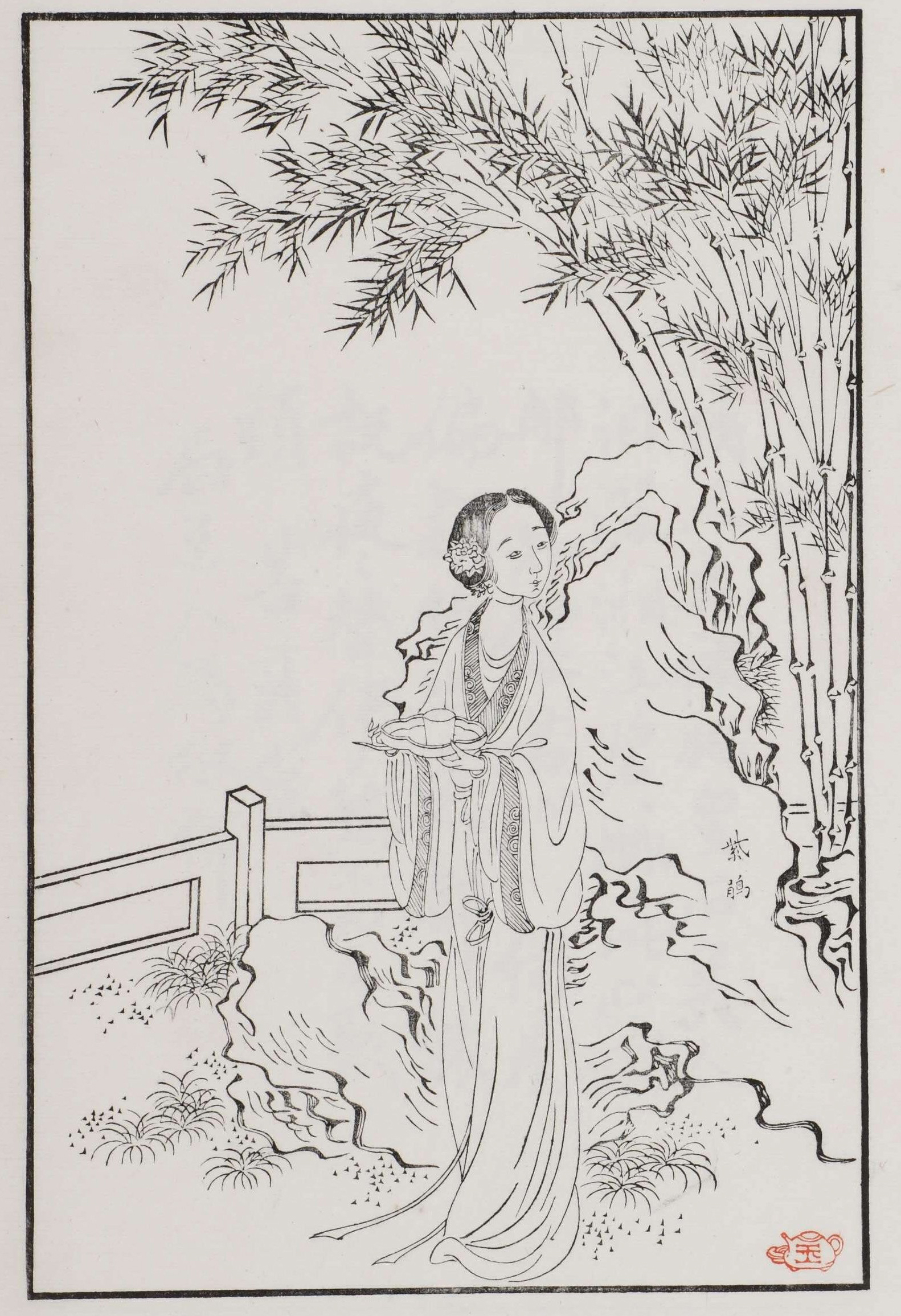
紫鹃,【清】改琦绘

紫鹃，舊名鶯哥，中國古典小說《红楼梦》中的人物，是林黛玉的近身丫鬟，与黛玉情同姐妹。她最初是賈母身邊的丫頭，黛玉進賈府後，賈母見黛玉身邊缺人才，讓她改為跟隨黛玉。
在紅樓夢中許多地方可看出她對黛玉的關心和照顧，除了平時侍奉身體不好的黛玉湯藥、談天解悶之外，對於黛玉將來的婚事以及與寶玉之間的關係也甚為關心，其中“慧紫鹃情词试莽玉”一回，是紫鹃正传。紫鹃以黛玉要回老家來試探寶玉的情意，使寶玉大病一場。

## 结局
程高本续写寶玉被騙娶寶釵，最後害死黛玉，她甚為不平，一度誤而怨恨寶玉薄情；并由此看破世事，最後隨贾惜春出家。

## 《红楼梦》其他续书
在陈少海《红楼复梦》中，紫鹃转世为桂蟾珠，被祝梦玉（贾宝玉转世）纳为妾。